# Iglesia de San Bernardo (Montán)
La iglesia parroquial de San Bernardo Abad de Montán, en la comarca del Alto Mijares (Castellón) es un lugar de culto, catalogado como Bien de Relevancia Local según la Disposición Adicional Quinta de la Ley 5/2007, de 9 de febrero, de la Generalitat, de modificación de la Ley 4/1998, de 11 de junio, del Patrimonio Cultural Valenciano (DOCV Núm. 5.449 / 13/02/2007), con código identificativo: 12.08.078-003.

## Historia
La iglesia parroquial se sitúa en una loma separada del resto del núcleo poblacional de Montán por un barranco, el llamado “Barranco del Pinar”. En época de dominación musulmana, se sabe que se construyó en una de las lomas de Montán un castillo, pero de manera que quedara protegido de los fuertes vientos del norte que pueden sufrirse durante el invierno. A partir de esta construcción se fue extendiendo el núcleo urbano con la edificación de casas más hacia la meseta, y entre estas construcciones se debió erigir una mezquita para el culto de los habitantes de la zona. En 1609 la expulsión de los moriscos deja la zona casi despoblada y entre los edificios que se pueden reutilizar por parte de los repobladores de Montán, se encuentra la mezquita que se utilizó como cimentación para la construcción de la nueva iglesia parroquial que se dedicó a San Bernardo Abad, y que fue construida entre 1730 y 1735, siguiendo los cánones del barroco.

## Descripción
La iglesia presenta planta de una sola nave, pero con capillas laterales, fachada churrigueresca y decoración interior con talla barroca entre las que destaca altar mayor de altura regular, conservando como tesoro destacable una cruz procesional datada del siglo XVIII, así como una reliquia de San Bernardo. También puede destacarse el archivo parroquial que se conserva desde 1939, así como la existencia de inventario de todos los bienes muebles que posee, al igual que un archivo fotográfico actualizado.
Pertenece al arciprestazgo de San Antonio Abad de la Diócesis de Segorbe-Castellón.